# Terrús
Terrús és un mas a pràcticament un km a l'est del nucli dels Hostalets d'en Bas (la Garrotxa) protegit com a bé cultural d'interès local. És un edifici civil format per tres cossos diferenciats però junts, creant una forma allargada.

## Arquitectura
És una masia coberta amb teulada a dues vessants i sorprenen la quantitat de balcons (9), ja que no és una característica comú a les cases d'aquests entorns. L'entrada principal està formada per un portal de pedra treballada on hi ha la data de 1848. Més amunt hi ha la inscripció: "JAUME TARRUS, VALENTI DE LA PLANA". La casa està envoltada per una petita muralla que forma una lliça. Davant la casa i conservant la forma allargada hi ha unes corts, pallissa i era. A la façana dreta hi ha una eixida amb 5 arcades.

## Història
Antoni Noguera i Massa la classifica com a possible vil·la romana. No es pot confirmar aquesta hipòtesi, ja que la casa ha estat reformada i no s'han trobat elements que la identifiquin com a tal. L'any 1300 ja es troba citada a l'Arxiu Notarial. La nissaga Tarrus, que ha arribat fins als nostres dies, va anar engrandint aquesta casa i l'any 1848 va fer una desafortunada restauració.